# 32563 Nicolezaidi
32563 Nicolezaidi è un asteroide della fascia principale. Scoperto nel 2001, presenta un'orbita caratterizzata da un semiasse maggiore pari a 2,8882309 UA e da un'eccentricità di 0,0921390, inclinata di 3,34884° rispetto all'eclittica.